# Maggio (nome)
Maggio  è un nome proprio di persona italiano maschile, ma anche femminile. 

## Varianti
- Maschili: Maggino[1], Maggiolino[1]
- Femminili: Maggia[1], Maggina[1], Maggiolina[1]

## Origine e diffusione

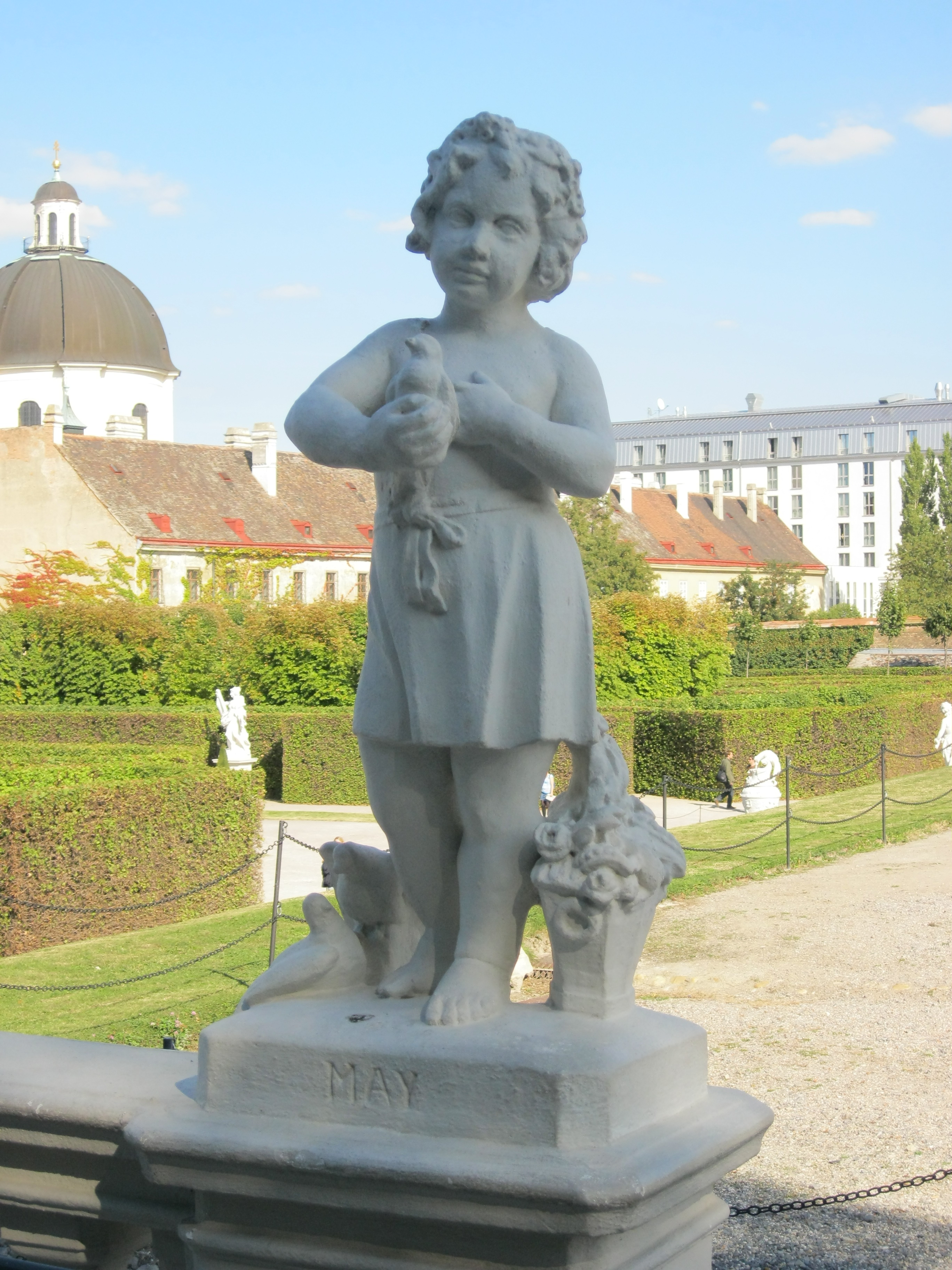
Un putto rappresentante allegoricamente il mese di maggio, nei giardini del Belvedere di Vienna

Nome di scarsa diffusione, generalmente riconducibile a maggio, inteso come mese di nascita del bambino, come altri nomi quali Settembrino, Ottobrino, Novembrino; lo stesso mese è richiamato anche dal nome inglese May. Dal punto di vista etimologico, il nome di maggio deriva dal latino Majus (o Maius) mensis, riferito forse alla dea romana Maia.

## Onomastico
Il nome è adespota, non essendoci santi che lo abbiano portato. L'onomastico può essere festeggiato il 1º novembre, per la festa di Ognissanti.